# Kia KOUP Concept
O Kia Koup ou Kia Cerato Koup é um automóvel coupé esportivo fabricado pela Kia, apresentado pela primeira vez no  Salão de Nova Iorque de 2008. O design foi assinado pelo premiado designer alemão Peter Schreyer, responsável por diversos carros conceito, como Audi TT, Volkswagen New Beetle, Volkswagen Golf, entre outros.